# Gare de L'Hôpital-Puits-Neuf
La gare de L'Hôpital-Puits-Neuf est une gare ferroviaire française, fermée et détruite, de la ligne de Haguenau à Hargarten - Falck située sur le territoire de la commune de L'Hôpital, dans le département de Moselle, en région Grand Est.

## Situation ferroviaire
Établie à 244 mètres d'altitude, la gare fermée de l'Hôpital-Puits-Neuf (PN 112) était située au point kilométrique (PK) 114,642 de la ligne de Haguenau à Hargarten - Falck, entre les gares fermées de L'Hôpital (Moselle) et de Carling.

## Histoire

### Point d'arrêt réservé aux ouvriers
La Compagnie des chemins de fer de l'Est, met en service, le 1er mai 1866, le tronçon de Béning à Carling. La ligne à voie unique n'est ouverte qu'au service des marchandises., elle dessert les centres d'extractions du bassin houiller, notamment Merlebach, Freyming, L'Hôpital et Carling.
En 1871, la ligne entre dans le réseau de la Direction générale impériale des chemins de fer d'Alsace-Lorraine (EL) à la suite de la défaite française lors de la guerre franco-allemande de 1870 (et le traité de Francfort qui s'ensuivit). Le 16 septembre 1875, Barth (conseiller général) fait une demande, à l'administration des chemins de fer, pour qu'en complément du trafic marchandises, la ligne soit ouverte à celui des voyageurs avec la mise en place d'un train spécifique.

### Halte ouverte à tous
Le 16 décembre 1905, la Direction générale impériale des chemins de fer d'Alsace-Lorraine (EL) annonce qu'à la date du 20 décembre 1905 l'arrêt, jusqu'alors réservé uniquement à des trains spéciaux pour les ouvriers, devient une halte voyageurs ordinaire de la ligne, gérée par l'exploitant. Elle sera ouverte aux personnes et marchandises, et elle disposera d'une desserte quotidienne réalisée par l'arrêt de plusieurs trains. Installée près du nouveau puits P6, elle est dénommée Neuschacht, qui peut être traduit par « nouveau puits ou encore puits neuf ». C'est un aiguilleur de Carling, M. Treib, qui en devient le premier responsable.
Le 28, de ce même mois, il est constaté que de nombreux voyageurs l'utilisent quotidiennement car elle est pour eux nettement plus proche que la gare. La halte figure maintenant dans les indicateurs de chemin de fer.
La « gare de L'Hôpital-Puits-Neuf » reçoit un prix de 50 francs gagné au « concours de la gare fleurie (année 1938 » dont les résultats ont été exceptionnellement retardés pour les gares de l'ancien réseau de l'Alsace et de Lorraine.

## Patrimoine ferroviaire
En 2019, il n'y a plus de traces de l'ancienne halte sur le site« L'Hôpital Station », sur remonterletemps.ign.fr, 2009 (consulté le 27 novembre 2019).